# École cantonale d'art de Lausanne
 (février 2022).
 (février 2022).
Si vous disposez d'ouvrages ou d'articles de référence ou si vous connaissez des sites web de qualité traitant du thème abordé ici, merci de compléter l'article en donnant les références utiles à sa vérifiabilité et en les liant à la section « Notes et références ».
L'École cantonale d'art de Lausanne (ECAL) est une haute école d'art et de design, située à Renens, dans l'agglomération de Lausanne (Suisse).

## Description
Créée en 1821, l'école, d'abord nommée École cantonale de dessin, puis École des Beaux-Arts et d’Art appliqué pour devenir l'École cantonale d’art de Lausanne, fait partie de la Haute École spécialisée de Suisse occidentale.
En 1995, Pierre Keller succède à Jacques Monnier-Raball à la direction de l’institution. Sous son impulsion et grâce notamment à ses connexions internationales avec les milieux de l’art contemporain et du design, il contribue à faire rayonner l’établissement sur le plan mondial. Le nombre d’élèves triple en quelques années. En 2011, atteint par la limite d'âge, il quitte la direction de l'école.
Au début de l’année académique 2019–2020, l’ECAL accueille 561 étudiants.
Depuis 2007, l'ancienne usine Iril à Renens, transformée par l'architecte Bernard Tschumi, est devenue le site  de l'école, remplaçant les deux anciens sites à Lausanne et Bussigny.
Au sein de son bâtiment de 17 000 m², l'ECAL dispose de trois auditoires de 352, 106 et 60 places, d'un studio de cinéma, de quatre studios photographiques, 24 cabines de montage, un atelier-maquette (CNC, découpe-laser, impression 3D), une bibliothèque spécialisée (avec environ 20 000 livres, magazines et DVD), une matériauthèque (avec plusieurs milliers d’échantillons de matériaux, d’objets et de procédés industriels regroupés dans une base de données informatique) et un restaurant.
L’ECAL bénéficie également d’un Centre d’impression destiné aux étudiants, qui réunit sur près de 900 m², une imprimerie (presse offset et reliure), des plotters, des imprimantes jet d’encre et laser ainsi que des ateliers de sérigraphie, lithographie et gravure. Depuis septembre 2019, l’ECAL s’est pourvue d’un Centre des technologies, réunissant au sein d’un même espace des savoir-faire tels que l’Intelligence Artificielle (IA), la Réalité Augmentée (RA), la Réalité Virtuelle (RV), l’utilisation de capteurs médicaux, le Motion Tracking, la photogrammétrie, les accès aux plateformes des principaux fournisseurs d’applications smartphones et tablettes tactiles, la domotique, la robotique, le Video Mapping, etc.
S’y ajoutent 2 000 m² où l'EPFL (École Polytechnique Fédérale de Lausanne) a installé une antenne ainsi que l’espace lausannois d’art contemporain (l’elac) qui occupe une surface de 550 m², où une dizaine d’expositions par année proposent aussi bien des travaux d’étudiants, voire d’anciens étudiants, que des œuvres d’artistes et/ou d’intervenants à l’ECAL.
L’ECAL a été la première école à collaborer avec des marques pour aboutir à des objets qui étaient par la suite présentés dans des salons artistiques et professionnels.
En 2014, l'ECAL a remporté le Milan Design Award du Best Show pour l'exposition «Delirious Home» à l'occasion du Salon international du meuble de Milan.
Dezeen (en), site d'architecture et design, a classé l'ECAL en 2016, numéro 5 mondiale dans la catégorie Schools Hot List de sa Dezeen Hot List[pertinence contestée].
En 2019, lors de la cérémonie des Swiss Design Awards à Art Basel, l'ECAL comptait 9 diplômés récompensés sur les 17 lauréats (pour un total de 28 diplômés parmi les 48 finalistes).

## Alumni et enseignants
Notamment :
- Philippe Decrauzat, né à Lausanne en 1974, connu pour son projet Vertical Wave Suite (2013-2016).
- Didier Rittener, né à Lausanne en 1969, artiste-sculpteur.
- Vincent Kohler, né à Nyon en 1977, dont le travail se développe dans le champ de la sculpture, de la peinture et de l’édition.
- Bertille Laguet, née en 1998 en France-Comté, diplômée de l'ECAL en 2012, designeuse et ferronnière lausannoise.
- Alexis Georgacopoulos, né à Athènes en 1976, diplômé de l'ECAL en 1999 au Département de design industriel, puis responsable du département en 2000, enfin directeur de l'Institution depuis 2010. Il succédait à ce poste à Pierre Keller.

## Formations

### Année Propédeutique
Cette étape préparatoire (Année Propédeutique) d'une année s’adresse à des étudiants titulaires d’une Maturité ou d’un Baccalauréat qui souhaitent entreprendre une formation en Haute école spécialisée dans le domaine des arts et du design, mais qui doivent au préalable acquérir les compétences nécessaires en vue d’un programme Bachelor. Sur la base de cours transversaux communs, les étudiants abordent de nombreuses matières – Photographie, Dessin, Couleur, Vidéo, Design Graphique, Design Industriel, Cinéma, Design d’Interaction, Histoire de l’Art, Histoire de l’architecture – en consacrant également un jour par semaine à une option choisie en fonction de leur future orientation (Arts Visuels, Cinéma, Design Graphique, Design Industriel, Media & Interaction Design, Photographie).

### Arts Visuels
Le Bachelor en Arts Visuels (3 ans) s’adresse à des jeunes praticiens qui souhaitent parfaire leur technique, expérimenter des discours et consolider une posture critique. Ils bénéficient d’un encadrement pratique et théorique prodigué par des acteurs de la scène artistique.
Le Master en Art Visuels (2 ans) a pour vocation première de former des artistes, théoriciens et commissaires d’exposition et s’adresse à des étudiants titulaires d’un Bachelor. Ce Master offre l'occasion de comprendre et d’expérimenter les mécanismes de la scène artistique contemporaine, d’assimiler la variété des savoirs et techniques, d’appréhender les nouveaux enjeux de l’art d’aujourd’hui.

### Design Industriel
Le Bachelor en Design Industriel (3 ans) permet d’acquérir des compétences dans les savoir-faire de base nécessaires à un designer industriel. Les étudiants travaillent sur la forme et la fonction des objets, ainsi que sur leur mode de production en série. En parallèle, ils s’aguerrissent au dessin technique, aux logiciels CAO et imprimante 3D ou encore à la connaissance des matériaux. Durant leur cursus, ils sont amenés à travailler sur des projets en collaboration avec des entreprises.
Après leur Bachelor, les étudiants peuvent poursuivre leurs études avec un Master en Design de Produit (2 ans), lequel s’adresse à des étudiants qui souhaitent mettre l’accent sur deux aspects fondamentaux de la pratique du designer : la recherche personnelle et l’exécution professionnelle de mandats confiés par des clients, des entreprises ou des producteurs.
- Design Graphique :
  - Bachelor en Design Graphique (3 ans) : Conception à la réalisation de médias et d’ouvrages imprimés (affiches, livres, journaux et magazines), médias digitaux, édition numérique, motion design. Rattaché au Département Communication Visuelle.
  - Master en Type Design (2 ans) : Pour étudiants diplômés en Bachelor en Design Graphique, programme de développement de projets à long terme.

### Media & Interaction Design
En créant une passerelle entre différentes disciplines de la communication digitale, le Bachelor en Media & Interaction Design (3 ans) s’adresse à des étudiants intéressés par les nouvelles technologies. Il s’inscrit dans le cadre du Département Communication Visuelle qui propose en parallèle des cours et projets transversaux permettant l’acquisition de compétences pluridisciplinaires (photographie, design graphique et cinéma).
Les étudiants peuvent également approfondir certains aspects de leur discipline par le MAS in Design Research for Digital Innovation (2 ans) à l’EPFL+ECAL Lab ou un programme équivalent dans une autre institution.

### Photographie
De la photographie artistique à celle de commande, en passant par la nature morte, le documentaire, le portrait ou la mode, le Bachelor Photographie (3 ans) s’adresse à des étudiants intéressés par le médium  photographique. Ce Bachelor s’inscrit dans le cadre du Département Communication Visuelle qui offre en parallèle des cours et projets transversaux permettant l’acquisition de compétences pluridisciplinaires (design graphique, design interactif et cinéma).
Partant d’une utilisation massive de l’image photographique, le Master en Photographie (2 ans) donne l’opportunité à des étudiants, diplômés d’un Bachelor dans le domaine, de développer des projets à long terme, en mettant l’accent sur la dématérialisation de l’image à travers les manipulations digitales, en 3D (Computer Generated Imagery), en réalité virtuelle et augmentée. Sur le plan physique, elle explore les nouvelles formes de livres, le façonnage de l’image sur des supports variés ainsi que l’installation d’expositions spatiales, incluant des images cinématographiques.

### Cinéma
Le Bachelor en Cinéma (3 ans) s’adresse à des étudiants intéressés par tous les genres du cinéma et de l’image en mouvement (fiction, documentaire, film expérimental, de communication, programme télévisuel, clip et publicité). Si la formation en réalisation – dont l’écriture personnelle – reste centrale, ce Bachelor apporte des compétences pluridisciplinaires et étendues dans les différents métiers du cinéma (scénariste, chef-opérateur, monteur, preneur de son, scripte…).
Le Master en Cinéma ECAL/HEAD (2 ans) permet de développer une vision cinématographique personnelle, comprendre le processus de fabrication d’un film et d'en saisir les dimensions de production afin d’ouvrir en fin de parcours les voies d’une intégration dans les milieux professionnels. Cette formation Master s'adresse ainsi à des personnes titulaires d’un Bachelor ou d’une expérience équivalente qui souhaitent approfondir plus particulièrement un des domaines suivants : réalisation, écriture, montage, son ou production.

### Design for Luxury & Craftsmanship
Le Master of Advanced Studies in Design for Luxury & Craftsmanship (1 an) est un programme qui s’adresse à des étudiants titulaires d’un Bachelor ou d’un Master qui veulent se perfectionner dans le design industriel et aborder des secteurs d’excellence aussi variés que la haute horlogerie, les arts de la table ou l’utilisation de matériaux nobles à travers des techniques spécifiques. Depuis 2018, les étudiants de ce programme bénéficient d'un partenariat avec l'IMD Business School de Lausanne, leur permettant d'apprendre les bases de la création d'une marque et d'une entreprise.